# 三碘化锑
三碘化锑，化學式為SbI3，常溫常壓下為紅色晶體。其中銻为+3氧化態。三碘化锑被用來作為摻雜熱電材料的製備。三碘化锑可以用銻及碘直接反應或用三氧化二銻與氫碘酸反應製得。

## 化学性质
三碘化锑在二硫化碳中可以和硫形成加合物
SbCl3 + 3 S8 → SbCl3·3S8